# Alois Maier-Kaibitsch

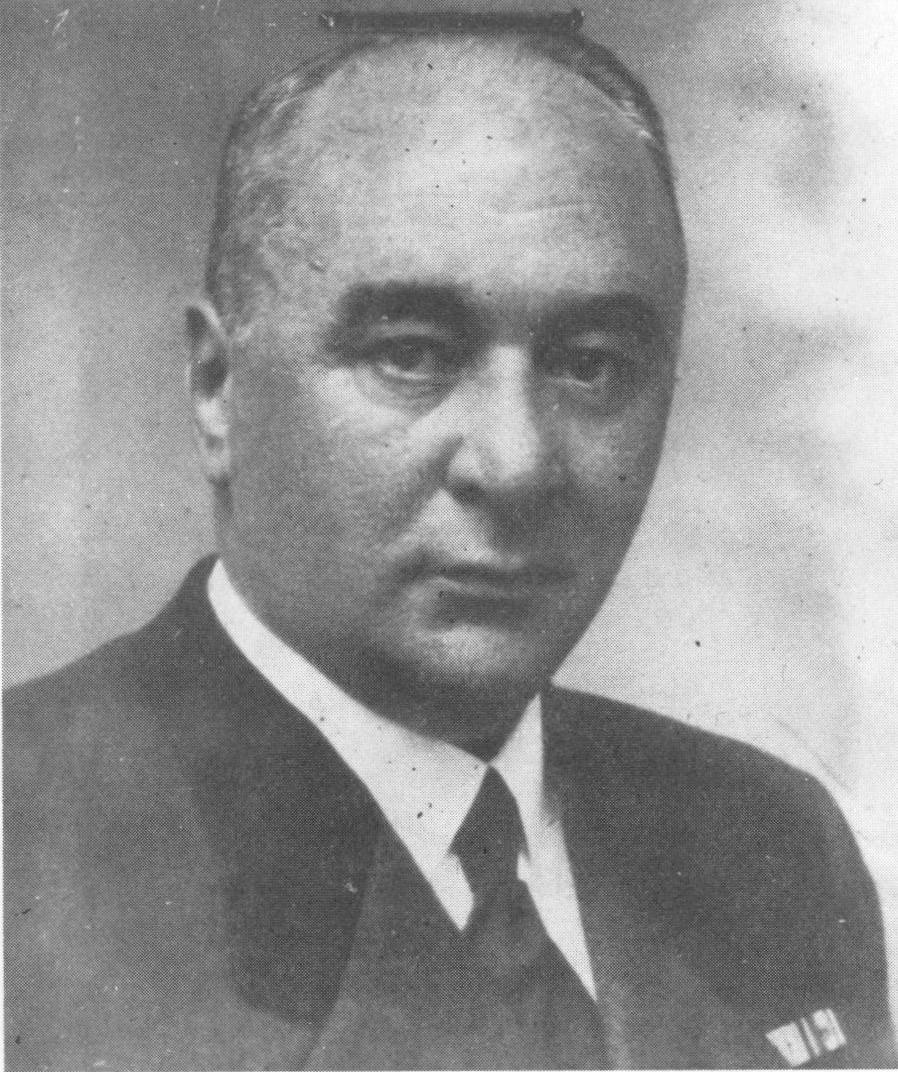
Alois Maier-Kaibitsch (um 1945)

Alois Maier-Kaibitsch (* 20. Mai 1891 in Leoben; † 26. November 1958) war ein Kärntner deutschnationaler und später nationalsozialistischer Funktionär, der wesentlichen Anteil an der slowenenfeindlichen Politik der Ersten Republik sowie nach dem Anschluss an das Deutsche Reich hatte. In der Zweiten Republik wurde er als Kriegsverbrecher zu lebenslanger Haft verurteilt.

## Jugend und Erster Weltkrieg
Alois Maier-Kaibitsch wurde als Sohn eines Fleischhauermeisters und Hausbesitzers in Leoben geboren. Nach der Volksschule besuchte er nach eigenen Angaben fünf Jahre das Gymnasium. 1912 schloss er die Ausbildung an der Höheren Forstlehranstalt in Bruck an der Mur ab. Zwischen 1912 und 1913 diente er als Einjährig-Freiwilliger beim Infanterie-Regiment Nr. 7 in Klagenfurt. Anschließend arbeitete er als Forstassistent in Leoben-Trofaiach. Beim Ausbruch des Ersten Weltkrieges wurde er im Rang eines Reservefeldwebel-Kadettaspiranten in sein Stammregiment einberufen. Im Verlaufe des Krieges wurde er bis zum Oberleutnant befördert.

## Zwischenkriegszeit
Nach Kriegsende nahm er mit seiner Kompanie am Kärntner Abwehrkampf 1918 bis 1920 teil. Unter anderem war er zusammen mit Hans Steinacher an der militärischen Besetzung des Mießtales beteiligt. Im Vorfeld der Kärntner Volksabstimmung 1920 war er als stellvertretender Geschäftsführer des Kärntner Heimatdienstes tätig, dessen Leitung er 1921 übernahm. 1924, nach dem Ausscheiden etwa der Sozialdemokraten aus dem Heimatdienst, wurde dieser als Kärntner Heimatbund neu gegründet, ebenfalls unter der Leitung von Maier-Kaibitsch. Maier-Kaibitschs Ziel war die vollständige Assimilierung der Kärntner Slowenen.
In den 1920er und 1930er Jahren war Maier-Kaibitsch verantwortlich für die deutschnationale Slowenenpolitik. Er legte ein enges Organisationsnetz über das gemischtsprachige Gebiet Kärntens und wandelte den Heimatbund zu einem Instrument repressiver Germanisierungspolitik. Es gelang ihm, die Kärntner Bodenvermittlungsstelle in den Heimatbund einzugliedern, in dessen Aufsichtsrat er seit 1924 saß. Allein bis 1933 wurden durch die Bodenvermittlungsstelle etwa 200 slowenische Bauernbetriebe mit rund 4500 Hektar Fläche in „heimattreue, deutsche“ Hände gebracht.
1935 wurde er von der Kärntner Sicherheitsdirektion dem Landbund um Ferdinand Kernmaier zugeordnet. Gesichert ist Maier-Kaibitschs Beitritt zur illegalen NSDAP am 1. Jänner 1934, am 16. Juni 1938 beantragte er dann die offizielle Aufnahme in die Partei und wurde rückwirkend zum 1. Mai desselben Jahres aufgenommen (Mitgliedsnummer 6.138.202). Maier-Kaibitsch war einerseits Vertrauensmann der NS-Gauleitung, andererseits konnte er direkt Einfluss auf die Landesregierung ausüben: Arnold Sucher, ab 1936 Landeshauptmann, berief Maier-Kaibitsch in den Beirat der Landesführung der Vaterländischen Front. Ebenfalls ab 1936 war er „Nationalpolitischer Referent für das gemischtsprachige Gebiet bei der Gauleitung der NSDAP Kärnten“ und formte den Heimatbund in eine nationalsozialistische Organisation um. Hochrangige Parteifunktionäre wie Odilo Globocnik und Friedrich Rainer lobten ihn als jederzeit bereitwilligen Helfer, als wertvollen politischen Berater, als wichtigsten geheimen Mitarbeiter und national wertvolle Kraft.

## Zeit des Nationalsozialismus
Am 13. März 1938 trat Maier-Kaibitsch als Landesrat in die Kärntner Landesregierung ein. Mit Hilfe guter Kontakte zum konservativen Verwaltungspersonal sorgte er für eine effiziente Gleichschaltungspolitik. Bis 1939 häufte er folgende Funktionen an: Leiter der Volkstumsstelle bei der Landeshauptmannschaft Kärnten, Sonderbeauftragter der Gauleitung für die nationalpolitischen Fragen des gemischtsprachigen Gebietes, Beauftragter für außenpolitische Fragen für Kärnten der Dienststelle Ribbentrop, Landesverbandsführer des Volksbundes für das Deutschtum im Ausland, Mitglied des agrarpolitischen Amtes.
Maier-Kaibitsch war die zentrale Figur der nationalsozialistischen Slowenenpolitik. Laut einer Besprechung des Reichsinnenministeriums durften ohne die Zustimmung Maier-Kaibitschs weder Behörden noch Partei in dieser Frage tätig werden.
Am 10. Oktober 1938 wurde Maier-Kaibitsch in die SS aufgenommen (SS-Nummer 304.311) und war als SS-Oberscharführer dem Stab der 90. SS-Standarte zugeteilt. 1939 wurde er SS-Obersturmbannführer, 1940 wurde er in den Sicherheitsdienst versetzt und stieg 1942 zum SS-Standartenführer auf.
Einige Tage nach der Eroberung Jugoslawiens im Balkanfeldzug am 6. April 1941 wurde der Unabhängige Staat Kroatien, ein Marionettenstaat NS-Deutschlands, errichtet. Zunächst war vorgesehen, aus der Oberkrain und dem Mießtal (damals als „Südkärnten“ bezeichnet) 100.000 Slowenen auszusiedeln. 2.500 wurden tatsächlich zwangsverschickt. In Kärnten wurden 168 slowenische Familien ausgesiedelt, geplant war die Aussiedlung von rund 50.000 Personen nach „Rassenmerkmalen und politischen Gutachten“. 1942 sagte Maier-Kaibitsch bei einer Tagung des Gauamtes für Volkstumsfragen am 10. Juli: Die Ereignisse auf dem Balkan […] geben uns die Handhabe, im Gebiet nördlich der Karawanken mit der sogenannten slowenischen Minderheit Schluß zu machen.

## Nachkriegszeit
1945 wurde Maier-Kaibitsch von der britischen Militärregierung interniert und in der ersten österreichischen Kriegsverbrecherliste vom 4. Dezember gelistet. Anklage gegen ihn wurde allerdings erst im Oktober 1947 erhoben, nachdem er am 1. Mai 1946 den österreichischen Behörden übergeben worden war.
Maier-Kaibitsch wurde im Oktober 1947 insbesondere nach § 5a des Kriegsverbrechergesetzes (Vertreibung von Slowenen aus ihrer Heimat) für schuldig befunden und zu lebenslangem schwerem Kerker verurteilt. Maier-Kaibitsch hatte sich unter anderem wie folgt verteidigt: Ich habe nach der Aussiedlung immer erklärt: ‚Ich bin nicht schuld daran, wenn es nach mir gegangen wäre, wäre keinem etwas genommen worden, sondern jedem noch etwas gegeben worden.‘
Nach der Unterzeichnung des Staatsvertrages suchte die Kärntner Landsmannschaft Ende Mai 1955 um die Amnestierung Maier-Kaibitschs an, da er sich große Verdienste um die Heimat erworben habe und durch seinen persönlichen Einfluss erreicht habe, dass die von höherer Stelle angeordnete Aussiedlung von Kärntner Windischen wesentlich herabgemindert wurde. 1956 wurde Maier-Kaibitsch krankheitshalber aus der Haft entlassen, zwei Jahre später starb er. In Nachrufen wurde seine Germanisierungspolitik relativiert, so hieß es durch den Kärntner Heimatdienst 1959: Alois Maier-Kaibitsch hat sein Denkmal in den Herzen der Kärntner. Wenn alljährlich am 10. Oktober von den Bergen die Feuer der Freiheit leuchten, werden auch fürderhin unsere Landsleute dieses Mannes gedenken, der aus grenzenloser Liebe zur Heimat den harten Leidensweg ging.